# Clásico RCN 2012
Clásico RCN Comcel 52 años o El Clásico RCN 2012 fue la quincuaduésima edición del Clásico RCN. Comenzó el 28 de septiembre en la ciudad de Cartagena de Indias con una contrarreloj, y concluyó en Tunja el 7 de octubre.

## Equipos participantes
Los 19 equipos participantes fueron:
| Equipo                                                        | Jefes de filas                                               |
| ------------------------------------------------------------- | ------------------------------------------------------------ |
| EPM-UNE                                                       | Rafael Infantino, Edwin Carvajal, Iván Parra, Walter Pedraza |
| Aguardiente Antioqueño-Lotería de Medellín                    | Alex Cano, Óscar Álvarez, Rafael Montiel, Argiro Ospina      |
| Movistar Team                                                 | Freddy Montaña, Byron Guamá, Óscar Soliz                     |
| GW Shimano - CHEC - Envía                                     | Félix Cárdenas, Óscar Sánchez                                |
| Supergiros - Redetrans - Super Astro - InderValle - Autolarte | Juan Diego Ramírez, Carlos Pantano                           |
| Lotería de Boyacá - Empresa de Energía de Boyacá              | Víctor Niño, Alexis Camacho, Edgar Fonseca                   |
| Formesán - Pinturas Bler - IDRD - Bogotá Humana               | Óscar Sevilla, Iván Casas, Jair Pérez                        |
| Grupo Elite - El Mago Editores                                | Edison Gómez                                                 |
| Alcaldía de San Bernardo del Viento - Gobernación de Sucre    | Jaime Lozano                                                 |
| Colombia - Claro                                              | Mauricio Ardila, Camilo Gómez, Ronald Gómez, Marlon Pérez    |
| Coltejer - Alcaldía de Manizales                              | Carlos Beltrán                                               |
| Formar ED - Indeportes Tolima - Carnaval del Pollo            | Jhon Fredy Guzmán                                            |
| Mueble Elegant House - Specialized                            | Hernando Bohórquez                                           |
| Boyacá Somos Todos                                            | Ismael Sarmiento                                             |
| Alcaldía de Itagüí - Unidos Hacemos El Cambio                 | Carlos Osorio                                                |
| 4-72 Colombia                                                 | Edson Calderón                                               |
| Fuerzas Armadas - Ejército Nacional                           | Jhon Fabián Torres                                           |
| Néctar - Lotería de Cundinamarca - Calidad de Vida            | Flober Peña                                                  |
| Postal express - Multi Repuestos Bosa                         | Isaac Bolívar                                                |

## Clasificaciones finales

### Clasificación general
Los diez primeros en la clasificación general final fueron:
| Posición | Ciclista         | Equipo                                     | Tiempo     |
|          | Óscar Sevilla    | Formesan-Bogotá Humana-Pinturas Bler       | 35h 47' 45 |
| 2.       | Alex Cano        | Aguardiente Antioqueño-Lotería de Medellín | + 1' 04    |
| 3.       | Rafael Infantino | EPM-UNE                                    | + 5' 03    |
| 4.       | Óscar Sánchez    | GW Shimano - CHEC - Envía                  | + 5' 13    |
| 5.       | Walter Pedraza   | EPM-UNE                                    | + 5' 51    |
| 6.       | Mauricio Ardila  | Colombia - Claro                           | + 7' 21    |
| 7.       | Rafael Montiel   | Aguardiente Antioqueño-Lotería de Medellín | + 8' 35    |
| 8.       | Óscar Soliz      | Movistar Team                              | + 8' 48    |
| 9.       | Edwin Carvajal   | EPM-UNE                                    | + 10' 08   |
| 10.      | Ivan Parra       | EPM-UNE                                    | + 10' 44   |